# Wahlspruch

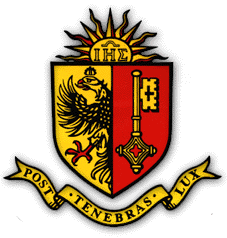
Wahlspruch im Genfer Wappen „POST TENEBRAS LUX“, lateinisch für „Nach Dunkelheit Licht“

Ein Wahlspruch (auch Devise) ist eine Maxime, Leitspruch, Leitsatz, Parole, Losung oder ein Motto, das sich eine Gruppe Gleichgesinnter, eine Person, eine Familie oder Organisation gibt, um deren Ziel und den Anspruch deutlich zu machen. Dieser wird meist nicht, wie bei Parolen oder Slogans, mündlich geäußert, sondern schriftlich festgelegt und stammt entweder aus langen Traditionen, gemeinschaftlichen Übereinkünften oder entscheidenden Ereignissen, so aus einem Bürgerkrieg oder einer Revolution. Der Begriff Devise wurde von Philipp von Zesen durch den Ausdruck Wahlspruch eingedeutscht. In der Werbesprache oder im Wahlkampf wird oft ein einprägsamer Wahlspruch, ein Slogan verwendet.

## Mottos in der Wappenkunde
Wahlsprüche sind oft Bestandteil von Wappen, wo sie in der Regel unterhalb des Wappenschildes auf Höhe des Postament in einem Spruchband zu lesen sind. Diese Platzierung stammt aus dem Mittelalter, als sich bei den Wappen der meisten Adligen über dem Schild die Rangkrone und/oder der Helm samt Helmkleinod befand. Seltener – vor allem bei den großen Vollwappen – befand sich oberhalb noch ein zweites Spruchband, in dem dann das Kriegsgeschrei bzw. Panier zu lesen war. Mottos dieser Art haben ihren Ursprung im westeuropäisch-französischen Raum und wurden ab dem 15. Jahrhundert nach und nach im heilig-römischen Reich übernommen. 
In der heutigen Zeit haben viele Staaten einen Wahlspruch, und auch andere Institutionen führen Devisen.

## Beispiele für Wahlsprüche, Mottos, Devisen nach Zugehörigkeit

### Nationalstaaten

Logo der Französischen Republik mit Wahlspruch Liberté, Egalité, Fraternité, französisch für „Freiheit, Gleichheit, Brüderlichkeit“

- E pluribus unum (lat.): „Aus vielen eines“ – stand auf dem Siegel der Vereinigten Staaten von Amerika, seit 1956 lautet der Wahlspruch „In God we trust“ (englisch): „Auf Gott vertrauen wir“
- Liberté, Egalité, Fraternité (französisch): „Freiheit, Gleichheit, Brüderlichkeit“ – Wahlspruch der Französischen Revolution von 1789 und der Französischen Republik
- Ordem e Progresso (portugiesisch): „Ordnung und Fortschritt“ – Wahlspruch Brasiliens
- لا إله إلا الله محمد رسول الله / Lā ilāha illā llāh Muhammadun rasūlu llāh. (arabisch): „Es gibt keinen Gott außer Gott und Mohammed ist der Gesandte Gottes“ – Wahlspruch Saudi-Arabiens

### Städte und Länder

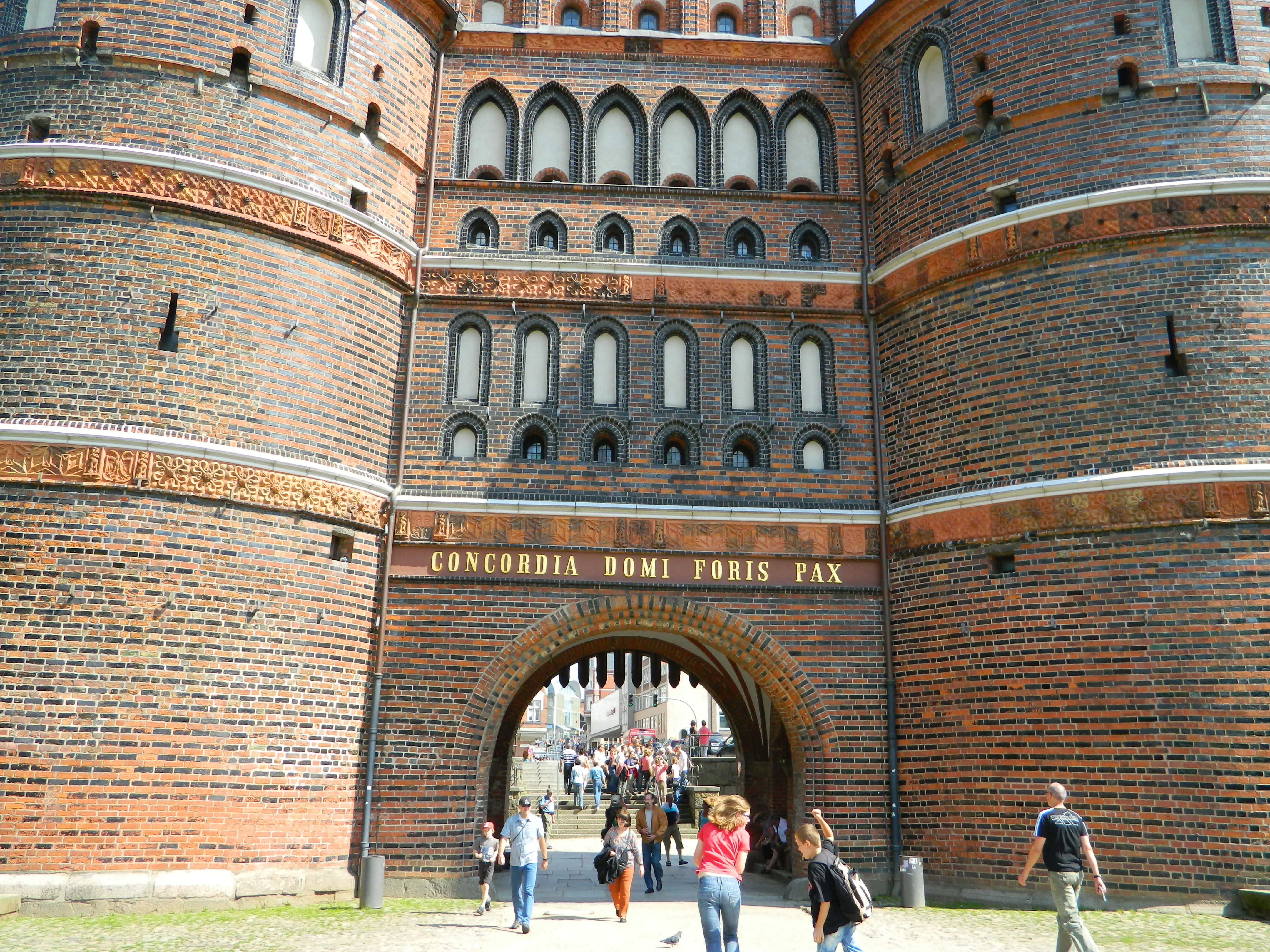
Motto am Holstentor in Lübeck: CONCORDIA DOMI FORIS PAX, lateinisch für „Eintracht innen, draußen Friede“

- Concordia domi foris pax (lat.:) „Eintracht innen, draußen Friede“ – Inschrift am Holstentor (Lübeck)
- VERBVM DO(mini) MA(net) IN AE(ternum) (AE als Ligatur) – „Das Wort des Herrn bleibt in Ewigkeit.“ – Umschrift auf dem Braunschweiger Triumphtaler / Wahlspruch des Schmalkaldischen Bunds (Braunschweig war Mitglied des Bundes).
- Fluctuat, nec mergitur (lat.): „Sie schwankt, aber geht nicht unter.“ – Seit 1853 Wappenspruch der Stadt Paris, ursprünglich der Pariser Handelsschiffer.
- Up ewig ungedeelt (niederdeutsch): „Auf ewig ungeteilt“ – Wahlspruch von Schleswig-Holstein

Viele Schweizer Kantone haben oder hatten einen Wahlspruch. Dieser findet sich auf Kantonsmünzen (vor 1850), im Fall der Waadt in deren Wappen.
- Liberté et patrie (französisch): „Freiheit und Vaterland“ – Waadt
- Post tenebras lux (lat.): „Nach Dunkelheit Licht“ – Genf
- Dominus providebit (lat.):„Der Herr wird vorsorgen“ – Bern / Randprägung des heutigen Fünffrankenstücks

### Orden (Ordensdevise)

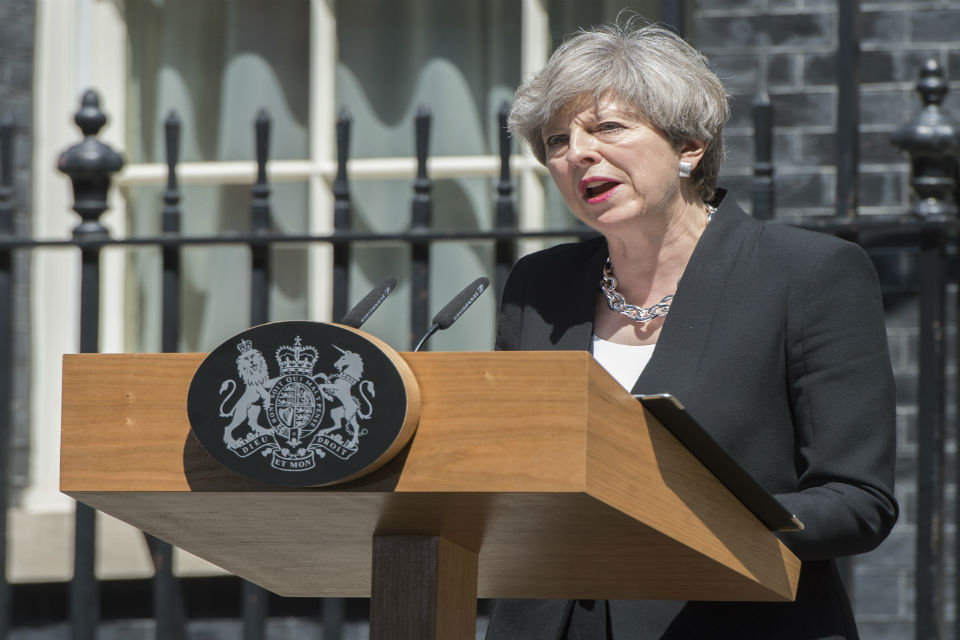
Theresa May hinter dem Wappen des Vereinigten Königreichs mit dem Motto Dieu et mon droit, französisch für „Gott und mein Recht“, um das Wappen herum das Motto des englischen Hosenbandordens Honi soit qui mal y pense, französisch für „Ein Schelm, wer Böses dabei denkt“

Die Devisen von Ordensgemeinschaften, Ritterorden und Verdienstorden drücken die Lebens- und Verhaltensweise der Ordensmitglieder, den Zweck oder den Anlass der Ordensstiftung aus.
- Ora et labora (lateinisch): „Bete und arbeite“ – Leitspruch des Benediktinerordens
- Tuitio fidei et obsequium pauperum (lateinisch): „Bezeugung des Glaubens und Hilfe den Bedürftigen“ – Leitwort des Souveränen Malteserordens und des Johanniterordens
- Honi soit qui mal y pense (französisch): „Ein Schelm, wer Böses dabei denkt“ – Devise des englischen Hosenbandordens
- Suum cuique (lateinisch): „Jedem das Seine“ – Devise des Schwarzen Adlerordens

In einigen Fällen ist die Devise mit dem Namen des Ordens identisch, bspw. pour le Mérite, oder eine Übersetzung, bspw. Fidelitas (Hausorden der Treue).
Die Ordensdevisen FERT (Annunziaten-Orden) und In traw vast (Hubertusorden, In Treue fest) sind zu den Wahlsprüchen der Adelshäuser Savoyen bzw. Wittelsbach und so auch der Königreiche Italien bzw. Bayern geworden.

### Studentenverbindungen

Wahlspruch der Burschenschaft Holzminda „Non quot, sed quales!“, lateinisch: „Nicht wie viele, sondern was für welche!“ (darüber das sogenannte Feldgeschrei „Holzminda sei’s Panier!“)

Aus der Zeit der Studentenorden entstammend, führen fast alle Studentenverbindungen einen Wahlspruch in ihren Wappen. Beispiele hierfür sind:
- Virtuti semper corona, häufig nur als vsc vermerkt: „Dem Verdienste seine Krone“, aus der achten Strophe des Gedichts An die Freude von Friedrich Schiller – Wahlspruch des Corps Borussia Breslau zu Köln und Aachen
- Jeder zu seiner Fahne! – Wahlspruch des Freiburger Vereins Jüdischer Studenten Ivria
- Frau sein, frei sein! – Wahlspruch der Verbindung Berliner Studentinnen Lysistrata

### Personen

Wahlspruch Franz Josephs I. als Teil seines Vollwappens „VIRIBUS UNITIS“, lateinisch für „Mit vereinten Kräften“

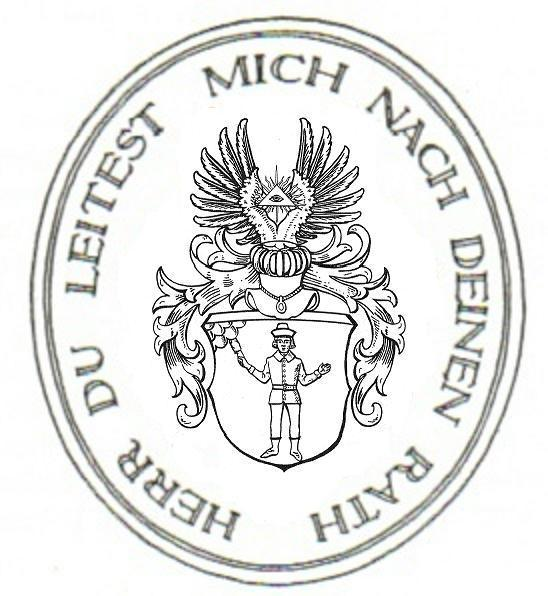
Siegel der Jauch von 1749 mit dem Wahlspruch HERR DU LEITEST MICH NACH DEINEN RATH

- A.E.I.O.U.: Wahlspruch von Kaiser Friedrich III. (1415–1493). Verschiedene Interpretationen, am geläufigsten ist Austria erit in orbe ultima (lat.): „Österreich wird bestehen bis ans Ende der Welt“. Nicht weniger plausibel ist die Interpretation Amor Electis Iniustis Ordinor Ultor (lateinisch): „Geliebt von den Erwählten, gefürchtet von den Ungerechten“.[1]
- Attempto! (lat.): „Ich versuche es“, „Ich wage es“ – Wahlspruch von Eberhard I. Herzog von Württemberg. Der Wahlspruch wurde später von der von ihm gegründeten Eberhard Karls Universität Tübingen übernommen.
- Dorch God hebbe ick idt erholden (Durch Gott habe ich es erhalten), Wahlspruch der Maria von Jever auf dem Danielstaler
- Parcere subiectis et debellare superbos (lat.): „Unterworfene schonen und Hochmütige niederkämpfen“ – Wahlspruch des Landgrafen Philipps des Großmütigen von Hessen auf dem Spruchtaler und dem ersten Schmalkaldischen Bundestaler in Anlehnung an Vergils Aeneis, wo Anchises Aeneas die Künste der Römer beschreibt[2].
- Pauca sed Matura (lat.): „Weniges, aber Reifes“ – Wahlspruch von Carl Friedrich Gauß

#### Kirchliche Würdenträger
Traditionell wählen sich Bischöfe und Äbte der Römisch-katholischen und auch in der Altkatholischen Kirche einen Wahlspruch, welcher das Programm ihrer Amtszeit verdeutlichen kann. Ebenso können sich Priester und Diakone ein Wappen und damit einen Wappenspruch geben.
- Nec laudibus, nec timore (lat.): „Weder Menschenlob, noch Menschenfurcht [soll uns bewegen]“ – Wappenspruch des seligen Kardinals und Bischofs von Münster, Clemens August Graf von Galen, 1933–1946
- Cooperatores veritatis (lat.): „Mitarbeiter der Wahrheit“ – Wappenspruch von Papst Benedikt XVI. (sowohl als Erzbischof von München und Freising als auch im Amt des Bischofs von Rom)
- Damit sie Leben haben im Überfluss (Joh 10,10 EU) – Joris Vercammen, em. Präsident der Bischofskonferenz in der Utrechter Union der Altkatholischen Kirchen.

#### Esoterische Traditionen
Analog zu Angehörigen christlicher Orden, die bei der Aufnahme einen Ordensnamen erhalten, erhalten bzw. wählen die Neophyten einiger moderner esoterischer Traditionen, insbesondere im Golden Dawn und den verschiedenen Gemeinschaften in der von Aleister Crowley begründeten Thelema-Tradition, einen magischen Namen, der sehr häufig die Form eines Wahlspruchs oder magischen Mottos hat. Dieser dient (häufig abgekürzt) auch als Pseudonym in der Kommunikation der betreffenden Gemeinschaft. So wurde zum Beispiel William Butler Yeats mit dem Motto Daemon Est Deus Inversus Mitglied des Golden Dawn und Crowley wurde mit dem Wahlspruch Vi Veri Vniversum Vivus Vici (abgekürzt als V.V.V.V.V) Mitglied des Ordo Templi Orientis.

### Sonstige

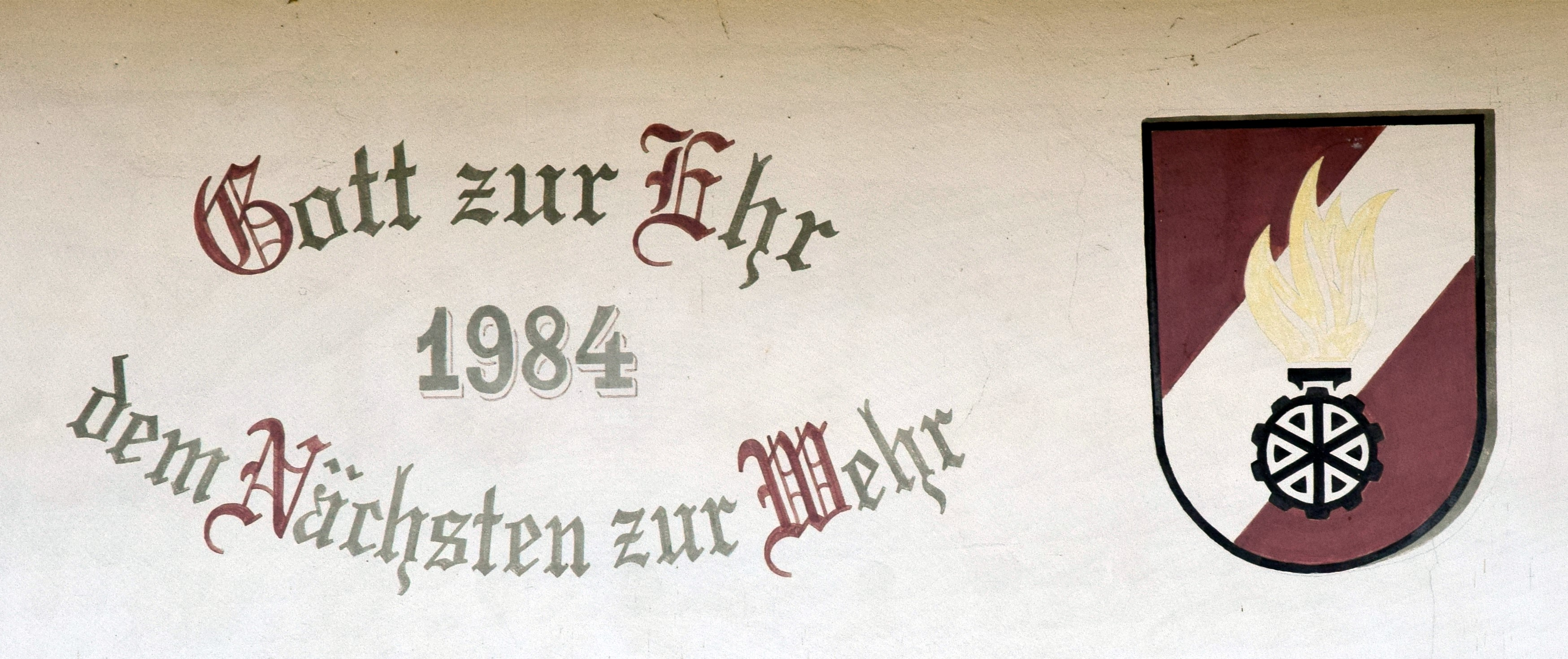
Wahlspruch der Feuerwehren in Österreich Gott zur Ehr, dem Nächsten zur Wehr

- In varietate concordia (lat.): „In Vielfalt geeint“ – Wahlspruch der Europäischen Union
- Omnia vincit amor (lat.): „Liebe besiegt alles“ – Wahlspruch einiger hochmittelalterlicher Ritter, besonders Turnierkämpfer. Er wird durch ein A angedeutet, das der Ritter entweder im Wappen führt oder auf seiner Kleidung aufgestickt trägt.
- Sapere aude! (lat.): „Wage es, verständig zu sein“ oder nach Immanuel Kant: „Habe Mut, dich deines eigenen Verstandes zu bedienen!“ – Wahlspruch der Aufklärung
- Mentem alit et excolit (lat.): „(Sie) ernährt und bildet den Geist“ – Wahlspruch der Österreichischen Nationalbibliothek
- Gott zur Ehr’, dem Nächsten zur Wehr – Wahlspruch vieler Freiwilligen Feuerwehren; meist auf ihren Fahnen zu finden, auch bei den österreichischen Feuerwehren
- Pride and Industry (engl.): „Stolz und Fleiß“ – Wahlspruch von Barbados

Auf historischen Musikinstrumenten
- Acta virum probant (lat.): „In seinen Taten zeigt sich der Mann“ (Gemälde von Jan Steen)
- Soli deo gloria (lat.): „Gott allein die Ehre“
- Laudate eum in chordis et organo (lat., Zitat aus Psalm 150, 4): „Lobt ihn mit Saiten und Flöte!“